# バーレーン海軍艦艇一覧
バーレーン海軍艦艇一覧は、バーレーン王国海軍が過去保有した、または現在保有する、または将来保有する予定の、未完成・計画中止を含めた歴代艦艇一覧である。
凡例

## 現有勢力（2024年現在）
- 国防予算：14億ドル[1]
- 海軍人員：1,000名[1]
- 艦船隻数：33隻（排水量20t以上）[1]

フリゲート×1
コルベット×2
哨戒艦×1
ミサイル艇×4
高速艇×16
哨戒艇×2
揚陸艇×7
- 航空機数：2機[1]

艦載ヘリコプター×2
- コースト・ガード：船艇20隻[1]

## 艦艇一覧（近代海軍）

### 水上戦闘艦

#### フリゲート
- 旧・米『O・H・ペリー』級 - 1隻

サブハ（90 Sabha） ※ 旧・『（Jack Williams）』

#### コルベット
- 『アル・マナマ』級 - 2隻

（50 Al Manama）、（51 Al Muharraq）

### 両用戦艦艇

#### 揚陸艦艇
揚陸艇
- 『60フィート Loadmaster』型 - 1隻

（7 Safra-I）

### 哨戒艦艇

#### 哨戒・警備艦艇
哨戒艇
- 旧・米『サイクロン』級 - 5隻[2]

アル・グライリアー（Al-Gurairiyah）、アル・サヒール（Al-Sakhir）、アル・ファルーク（Al-Farooq）、ジェナン（Jenan）、ダムサ（Damsah）
- アル・リファ級哨戒艇（独『FPB-38』型） - 2隻

（10 Al Riffa）、（11 Howar）
- 米『FPB-20』型 - 2隻

（30 Al Jarim）、（31 Al Jasrah）

#### 高速戦闘艇
ミサイル艇
- アフマド・エル・ファテハ級ミサイル艇（独『TNC-45』型） - 4隻

（20 Ahmad El Fateh）、（21 Al Jabery）、（22 Abdul Rahman Al Fadel）、（23 Al Taweelah）

### 補助艦艇

#### その他
迎賓艇
- （46 Tighatlib） - 1隻

その他
- Wooden Motor Dhows - 10隻

- Utility Hovercraft - 1隻

（Nijood）

### コーストガード

#### 警備救難業務用船艇
巡視艇
- Howra級 - 2隻

（Howra）、（Jida）
- （2 Jida） - 1隻

- Spear級 - 2隻

（4 Saham）、（5 Khataf）
- 『50フィート』型 - 1隻

（6 Mashtan）
- 『27フィート』型 - 3隻

（15 Noon）、（16 Askar）、（17 Suwad）
- Al Bayneh級 - 3隻

（Al Bayneh）、（Junnan）、（Quaimas）
- 『WASP 30メートル』型 - 1隻

（Al Muharraq）
- 『WASP 20メートル』型 - 2隻

Dera'a-4、5
- 『HALMATIC 20メートル』型 - 4隻

Dera'a-2、6、7、8
- Tracker級 - 3隻

Dera'a-1、2、3
- 『HALMATIC 160』型 - 6隻

Saif-5、6、7、8、9、10
- 『Sword』型 - 4隻

Saif-1、2、3、4
- 『Hawar』型 - 2隻

Hawar-1、2
- 『WASP 11メートル』型 - 3隻

Saham-1、2、3

#### その他
補給艦
- （41 Ajeera） - 1隻

支援船
- Safra-3 - 1隻

汎用揚陸艇 （LCU ）
- （40 Safra-II） - 1隻
- 旧・米『LCU-1466』型 - 4隻

（42 Mashtan）、（43 Rubodh）、（44 Suwad）、（45 Jaradah）
曳船
- 『18 MERTE』型 - 2隻
- 『11 MERTE』型 - 1隻